# Assassin's Creed III: The Tyranny of King Washington
Assassin's Creed III: The Tyranny of King Washington (em português:  Assassin's Creed III: A Tirania do Rei Washington) é um pacote de expansão de conteúdo para download (DLC) desenvolvido e publicado pela Ubisoft para o jogo de ação e aventura de 2012, Assassin's Creed III. Ambientado após os eventos do jogo base, ele segue seu principal personagem jogável, Ratonhnaké:ton / Connor, enquanto ele desperta em uma realidade alternativa onde os eventos do jogo envolvendo-o nunca aconteceram. Ele é incumbido de encontrar e derrotar uma versão fictícia de George Washington, que está empoderado, mas mentalmente corrompido por um artefato de outro mundo. Depois de se autoproclamar Rei da recém-fundada Estados Unidos da América, Washington começou a escravizar a população da fronteira americana e massacrar aqueles que resistem à sua tirania. Connor adquire novas habilidades místicas ao longo da narrativa do pacote, enquanto ele tenta parar Washington e retornar à sua linha do tempo original.
The Tyranny of King Washington é o primeiro grande pacote de DLC pós-lançamento para Assassin's Creed III. Ele é composto por três episódios: The Infamy (A Infâmia), The Betrayal (A Traição) e The Redemption (A Redenção), os quais foram lançados periodicamente de fevereiro a abril de 2013 em várias plataformas. Todos os três episódios estão incluídos como parte de uma compilação de 2019 intitulada Assassin's Creed III Remastered, que reúne versões remasterizadas de Assassin's Creed III e todo o conteúdo relacionado. Cada um dos episódios de DLC recebeu críticas mistas de jornalistas de jogos eletrônicos.

## Jogabilidade
The Tyranny of King Washington é um pacote de conteúdo para download (DLC) para o jogo eletrônico de 2012, Assassin's Creed III. Ele consiste em uma campanha narrativa para um jogador que está dividida em três episódios. Os jogadores assumem o papel de Ratonhnhaké:ton (também conhecido por seu nome em inglês adotado, Connor), um membro meio britânico, meio mohawk da Irmandade dos Assassinos. Embora o DLC apresente uma continuação dos elementos de jogabilidade do jogo base, Connor nunca teve a oportunidade de se tornar um Assassino nesta continuidade. Em vez disso, ele adquire novos poderes místicos em cada episódio, que são temáticos de sua herança cultural mohawk: o "Poder do Lobo" para furtividade, permitindo que Connor fique temporariamente invisível; o "Poder da Águia" para velocidade, que o permite se transformar em uma águia para voos curtos; e o "Poder do Urso" para força, que produz uma onda de choque devastadora para repelir todos os inimigos próximos. Connor também tem acesso a uma quarta habilidade chamada "Alfa da Matilha", que convoca lobos astrais para auxiliar em batalha.

## Desenvolvimento e lançamento
Em 3 de outubro de 2012, a Ubisoft revelou The Tyranny of King Washington como o primeiro grande pacote de conteúdo para download para Assassin's Creed III e anunciou que seria lançado em formato episódico. The Tyranny of King Washington estava disponível tanto para compra avulsa quanto como parte do passe de temporada para Assassin's Creed III. O compositor escocês Lorne Balfe criou a música para The Tyranny of King Washington, e a trilha sonora foi lançada por meio de distribuição digital em 23 de abril de 2013.
Em 24 de janeiro de 2013, o primeiro episódio do DLC foi anunciado, intitulado The Infamy (A Infâmia). Ele foi lançado em 19 de fevereiro para Xbox 360 e PC, em 20 de fevereiro para PlayStation 3 e em 21 de fevereiro para o Wii U. Em 6 de fevereiro de 2013, foi anunciado que o segundo episódio, intitulado The Betrayal (A Traição), seria lançado em 19 de março para Xbox 360, PC e PlayStation 3, e em uma data desconhecida para o Wii U (disponível na eShop a partir de 27 de março), e que o terceiro episódio, intitulado The Redemption (A Redenção), seria lançado em 23 de abril para Xbox 360, PC e PlayStation 3. Apesar de ter sido marcada uma data de lançamento em 16 de maio para o Wii U, The Redemption já estava disponível na eShop desde 27 de abril.
Tyranny of King Washington está incluído na edição remasterizada de Assassin's Creed III, juntamente com todo o conteúdo para download lançado anteriormente. Assassin's Creed III Remastered foi lançado em 29 de março de 2019 para Microsoft Windows, PlayStation 4 e Xbox One, e em 21 de maio de 2019 para o Nintendo Switch.

## Recepção
| Jogo           | Metacritic                     |
| -------------- | ------------------------------ |
| The Infamy     | (PS3) 75/100 (Xbox 360) 73/100 |
| The Betrayal   | (PS3) 65/100 (Xbox 360) 67/100 |
| The Redemption | (PS3) 70/100 (Xbox 360) 63/100 |

De acordo com o agregador de críticas Metacritic, todos os três episódios de The Tyranny of King Washington receberam críticas geralmente mistas ou médias no PlayStation 3 e Xbox 360, exceto pela versão do PS3 de The Infamy, que teve uma recepção geralmente favorável.